# Cerkiew Wszystkich Świętych w Kożuchowie
Cerkiew pod wezwaniem Wszystkich Świętych – prawosławna cerkiew parafialna w Kożuchowie. Należy do dekanatu Zielona Góra diecezji wrocławsko-szczecińskiej Polskiego Autokefalicznego Kościoła Prawosławnego.
Cerkiew mieści się przy ulicy Szprotawskiej 23, w wolno stojącym, piętrowym budynku z II połowy XIX w. Kaplica umieszczona jest na parterze, powstała poprzez wyburzenie ściany między dwoma pokojami mieszkalnymi. Na wieżyczkach domu znajdują się trzy prawosławne krzyże. We wnętrzu kaplicy ikonostas pochodzący z XIX w. Na piętrze znajduje się mieszkanie proboszcza.
Obiekt wpisano do rejestru zabytków 11 lipca 1976 pod nr 2356.